# Percy Tau
Percy Muzi Tau (Witbank, Mpumalanga, 14 de mayo de 1994) es un futbolista sudafricano. Juega de delantero y su equipo es el Nam Định F. C. de la V.League 1.
Metió el primer y único gol de Mamelodi Sundows en el Mundial de Clubes en la edición de 2016.

## Trayectoria
| Club                            | País       | Año       |
| ------------------------------- | ---------- | --------- |
| Mamelodi Sundowns F. C.         | Sudáfrica  | 2013-2018 |
| Witbank Spurs F. C. (préstamo)  | Sudáfrica  | 2015-2016 |
| Brighton & Hove Albion F. C.    | Inglaterra | 2018-2021 |
| Union Saint-Gilloise (préstamo) | Bélgica    | 2018-2019 |
| Club Brujas (préstamo)          | Bélgica    | 2019-2020 |
| R. S. C. Anderlecht (préstamo)  | Bélgica    | 2020-2021 |
| Al-Ahly                         | Egipto     | 2021-2025 |
| Qatar S. C.                     | Catar      | 2025      |
| Nam Định F. C.                  | Vietnam    | 2025-     |

## Palmarés

### Títulos nacionales
| Título                       | Club                    | País      | Año  |
| ---------------------------- | ----------------------- | --------- | ---- |
| Premier Soccer League        | Mamelodi Sundowns F. C. | Sudáfrica | 2014 |
| Copa de Sudáfrica            | Mamelodi Sundowns F. C. | Sudáfrica | 2015 |
| Copa de la Liga de Sudáfrica | Mamelodi Sundowns F. C. | Sudáfrica | 2016 |
| Pro League                   | Club Brujas             | Bélgica   | 2020 |

### Títulos internacionales
| Título                      | Club (*)                | Sede       | Año  |
| --------------------------- | ----------------------- | ---------- | ---- |
| Liga de Campeones de la CAF | Mamelodi Sundowns F. C. | Alejandría | 2016 |
| Liga de Campeones de la CAF | Al-Ahly                 | Casablanca | 2023 |

(*) Incluyendo la selección